# Ēoh
| Nombre            | Protogermánico  | Anglosajón  |
| Nombre            | *Ī2haz / *Ī2waz | Ēoh         |
| Nombre            | «tejo»          |             |
| Forma             | Futhark antiguo | Futhorc     |
| Forma             |                 |             |
| Unicode           | ᛇ U+16C7        | ᛇ U+16C7    |
| Transliteración   | ï               | ēo          |
| Transcripción     | ï               | ēo          |
| Sonido AFI        | [æː](?)         | [eːo]       |
| Puesto alfabético | 13              | 13          |
| Ætt               | Ætt de Odín     | Ætt de Odín |

Ēoh es el nombre anglosajón de una runa del alfabeto futhorc, ᛇ, cuyo nombre en protonórdico reconstruido lingüísticamente para la misma runa en el futhark antiguo *īhaz / *ēhaz o *īwaz / *ēwaz, y que significa "tejo". Cabe destacar su diferencia con la runa eoh (caballo) cuyo nombre tiene un diptongo corto, y el de ēoh es largo.
Comúnmente se translitera como ï o æ. Su valor cuando se inventó el futhark antiguo (siglo II) podría no ser necesariamente un diptongo en protonórdico, pero sería una vocal entre las [i], [e] y [æ] del FIA continuando al *ei del proto-indoeuropeo.
La variante *īhaz (del proto-indoeuropeo *eikos) se continuaría en el inglés antiguo ēoh (también īh) e  *īwaz (proto-indoeuropeo *eiwos), continuado en el inglés antiguo como īw, de donde vendría yew (tejo). La última sería posiblemente un préstamo del celta.

## Poema rúnico
El nombre de la runa aparece solo en le poema rúnico anglosajón
| Poema rúnico anglosajón:                                                                        | Traducción: |
| Eoh byþ utan unsmeþe treow, heard hrusan fæst, hyrde fyres, wyrtrumun underwreþyd, wyn on eþle. | El tejo es un árbol de áspera corteza, duro e inalterable, se soporta por sus raíces un guardián de las llamas y la alegría de una finca. |

## Relaciones y similitudes
La runa se asocia algunas veces con el árbol de la vida Yggdrasil, que aunque inicialmente se creó como un fresno en la mitología nórdica posiblemente con posterioridad se representaría como un tejo o un roble. La palabra protonórdica para roble era *aiks da nombre a otra runa del futhorc, ᚪ, ac, que no tiene precedentes en el futhark antiguo.
No hay que confundir a la runa eoh con la runa sowilo que tiene una forma similar. Tampoco hay que confundirla con ehwaz que tiene un sonido similar pero que expresa una e corta. También hay una similitud en el significado con una runa del futhark joven, ᛦ yr, que también significa tejo, pero difieren totalmente en sonido -R, erre terminal, y en forma, ya que no están relacionadas, porque yr deriva de algiz.